# Viktor Jirmounsky
Viktor Maksimovitch Jirmounsky, ou Jirmounski (en russe : Ви́ктор Макси́мович Жирму́нский), né le 21 juillet 1891 (2 août dans le calendrier grégorien) à Saint-Pétersbourg, mort le 31 janvier 1971 à Leningrad, est un linguiste, chercheur en littérature et folkloriste russe et soviétique.
Docteur en philologie, professeur, membre de l'Académie des sciences d'URSS, il a été membre honoraire entre autres de l'Académie des sciences de Saxe (1967) et de Bavière (1970), et docteur honoraire de diverses universités, dont celle d'Oxford en 1966.
Il a publié des œuvres sur la dialectologie allemande et générale, sur l'histoire des langues germaniques, la théorie de la grammaire, la turcologie, la littérature comparée, la théorie du genre épique, la poétique. Un bon nombre de ses œuvres a été rédigé en allemand ou publié en traduction allemande.
Il est l'un des fondateurs de l'école russe d'études historiques comparatives de la culture mondiale.

## Biographie
Il est le fils d'un médecin oto-rhino-laryngologiste conseiller d'État, Moïsseï Savelevitch Jirmounsky, et d'Aleksandra Iakovlevna, née Malkiel, issue d'une famille d'entrepreneurs de Daugavpils (1859-1945). Diplômé de l'Institut Tenichev (1908) et de l'Université de Saint-Pétersbourg (1912), il perfectionne ses connaissances en germanistique en Allemagne (1912-13). Il enseigne ensuite entre autres dans les universités de Saint-Pétersbourg et de Saratov et à l'Institut pédagogique Herzen. Il travaille à l'Institut Marr de la Langue et de la Pensée, à l'Institut de Littérature de l'Académie des Sciences d'URSS (Maison Pouchkine), où il dirige le département de Littérature occidentale.
Il consacre des dossiers et des articles à l'acméisme russe et à ses représentants les plus significatifs (Anna Akhmatova, Nikolaï Goumilev, Ossip Mandelstam). Goumilev l'appellera « le Sainte-Beuve de l'acméisme russe ».
Dans les années 1920, il participe activement à l'OPOYAZ (Société pour l'étude du langage poétique, regroupant les formalistes russes de Saint-Pétersbourg).
Pendant la Deuxième Guerre mondiale, évacué à Tachkent, il dirige l'Institut historico-philologique de l'Université d'État d'Asie centrale et le Département de Folklore de l'Institut de langue et de littérature de l'Académie des sciences d'Ouzbékistan.
Accusé d'être un espion allemand, il est arrêté à trois reprises (1933, 1935, 1941). Dans le cadre de la campagne contre le cosmopolitisme, il est accusé en 1949 de nationalisme bourgeois juif, et même de nationalisme ouzbek, et démis de l'Université.
Réintégré en 1956, il occupe la chaire de philologie germanique de l'Université de Leningrad. De 1957 à sa mort, il dirige le Département des langues indo-européennes de l'Institut de linguistique de l'Académie des sciences de l'URSS à Leningrad. Il est membre correspondant (1939), puis membre à part entière (1966) de l'Académie des sciences.
Il est enterré au cimetière de Komarovo près de Saint-Pétersbourg. Son fils Alekseï (1921-2000), biologiste et membre correspondant de l'Académie des sciences d'URSS, a été directeur de l'Institut de biologie marine du Centre scientifique d'Extrême-Orient, dépendant de cette Académie.

## Travaux linguistiques

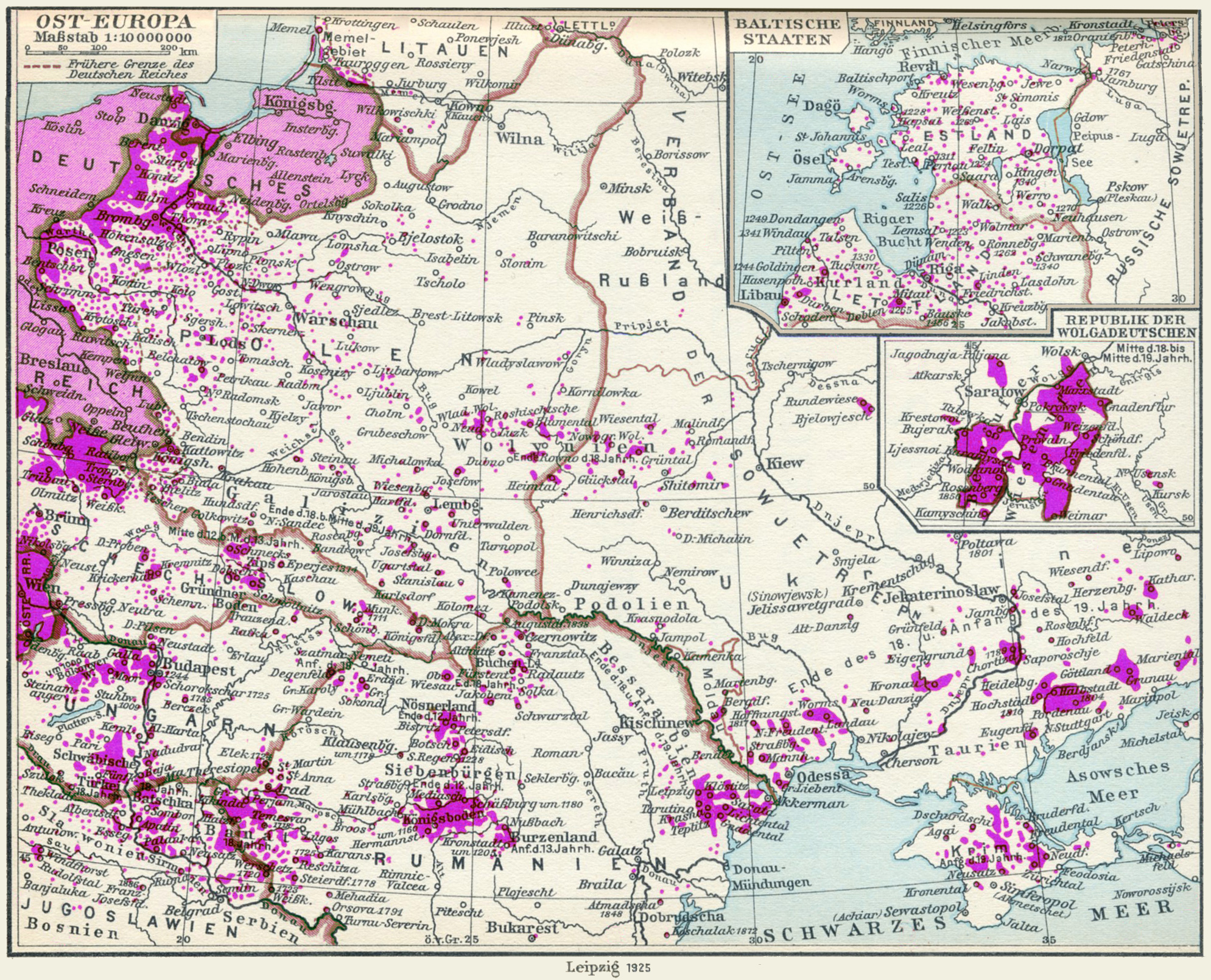
Minorités allemandes en Europe de l'Est en 1925 (dont les Allemands de la Volga).

Dans le domaine de la linguistique, Viktor Jirmounsky a été l'un des principaux représentants de l'école grammaticale de Leningrad. Il a porté son attention (principalement dans le cadre de l'allemand), en particulier sur les questions de changements de constructions au cours de l'histoire de la langue, sur celle des variantes grammaticales, de l'analytisme et du synthétisme. Dans ses œuvres apparaissent une série d'idées qui préfigurent la « théorie de la grammaticalisation » de Christian Lehmann et de Bernd Heine, laquelle devait se répandre largement au cours des années 1990. On lui doit des recherches fondamentales sur la dialectologie de l'allemand (y compris d'un point de vue sociolinguistique), et notamment une contribution à l'étude des dialectes allemands parlés sur le territoire de la Russie (les « îlots linguistiques »). À la fin des années 1930 ont été publiées des études de Jirmounsky sur le yiddish en URSS.
Jirmounsky a été un organisateur de conférences et a publié des recueils d'articles sur la théorie de la grammaire, la typologie morphologique, l'analytisme et d'autres sujets. De futurs grands linguistes pétersbourgeois de la nouvelle génération ont figuré parmi ses élèves, comme Iouri Maslov, Georgui Torsouev, Mikhaïl Mourianov ; il a été le professeur de Nadejda Mandelstam alors qu'elle préparait sa soutenance de thèse.

## Travaux de recherche en littérature
Dans le domaine de la littérature, Jirmounsky a effectué des recherches fécondes sur le folklore et l'épopée allemande et turque, sur l'œuvre de Goethe, de Byron, et d'autres auteurs classiques allemands et anglais. Il a apporté sa contribution à la théorie de la poétique russe, problématique à laquelle il commença à s'intéresser dès les années 1920, s'étant familiarisé avec les recherches du « courant formaliste » du cercle de l'OPOYAZ. Ses recherches dans ce domaine ont fait autorité jusqu'à la publication des travaux de Mikhaïl Gasparov. Dans son étude perspicace de l'œuvre d'Akhmatova, il a introduit au sujet des premiers acméistes la fameuse formule : « le dépassement du symbolisme ».
L'un des derniers thèmes auxquels il s'est intéressé a été le cycle épique des peuples turcophones connu sous le nom des « Quarante bogatyrs », dont les héros ont eu des prototypes réels parmi l'aristocratie de la Horde Nogaï. Ces études ont constitué une importante contribution, non seulement philologique, mais également historique, aux connaissances sur la Horde Nogaï.

## Œuvres
(liste non exhaustive)
- Nemétskiï romantizm i sovreménnaïa místika (« Le romantisme allemand et la mystique contemporaine »), 1914
- Byron i Poúchkin (« Byron et Pouchkine »), 1924.
- Poèziïa A. Blóka (« La poésie d'Alexandre Blok »), 1921.
- Valéri Brioússov i naslédie Púshkina (« Valéri Brioussov et l'héritage de Pouchkine »), 1922.
- Vvedénie v métriku (« Introduction à la métrique »), 1925.
- Voprósy teórii literatúry (« Questions sur la théorie de la littérature »), 1928.
- (de) Die deutschen Kolonien in der Ukraine. Geschichte. Mundarten. Volkslied. Volkskunde. (« Les colonies allemandes en Ukraine. Histoire, dialectes, chansons populaires, folklore. »), Kharkov, 1928
- Skazánie ob Alpamíse i bogatírskaïa skázka (« La légende d'Alpamych et le récit épique »), Moscou, 1960.
- Naródniy geroítcheskiy epos (« L'épopée héroïque populaire »), Moscou, 1962.
- Sravnítelnaïa grammátika germánskikh ïazykóv (« Grammaire comparative des langues germaniques »), 4 vols., 1962-66, en collaboration
- Vvedénie v sravnítelno-istorítcheskoïe izoutchénie germánskikh ïazykóv (« Introduction à l'étude historico-comparative des langues germaniques »), 1964.

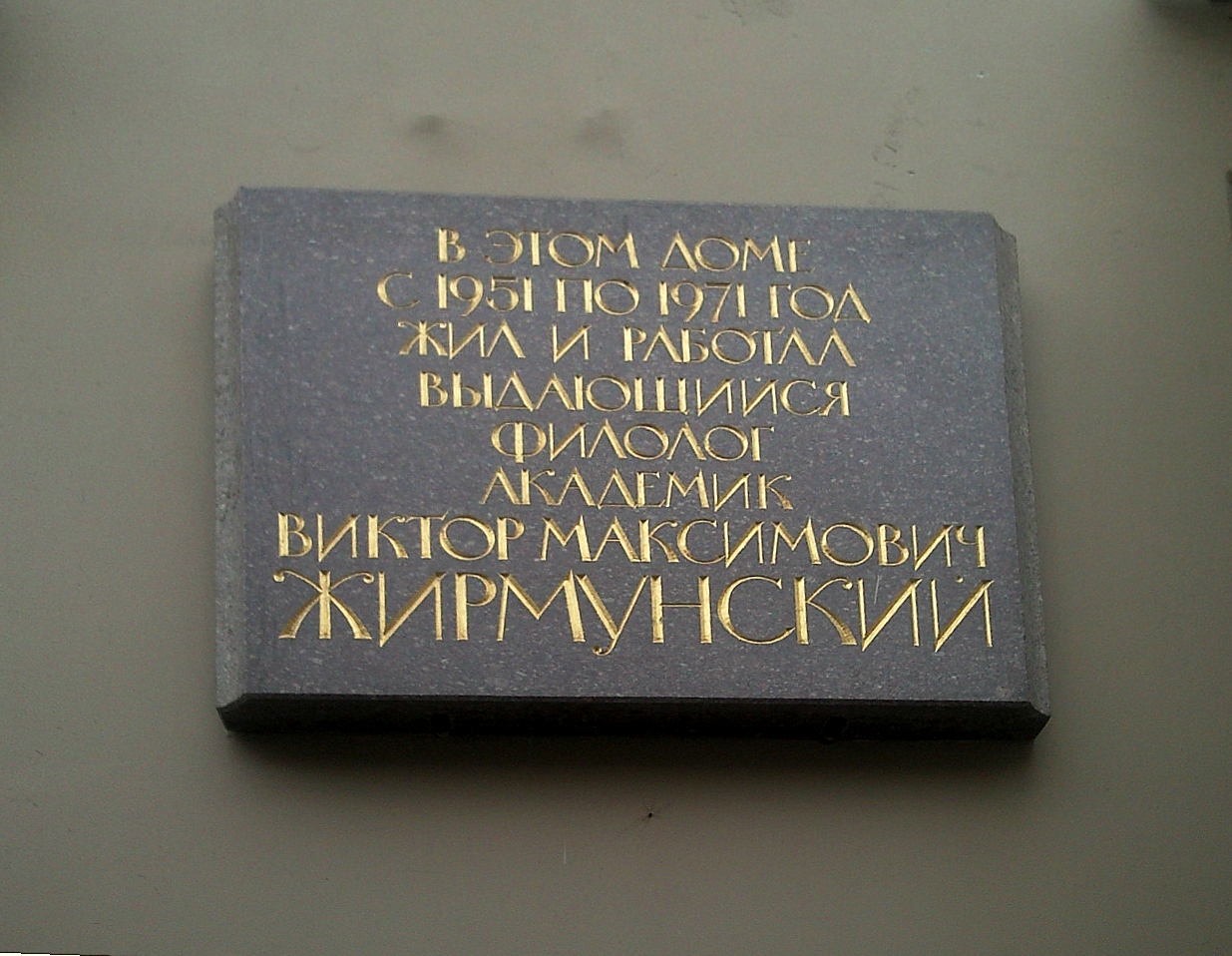
Plaque commémorative, avenue Zagorodnyï à Saint-Pétersbourg